# 赵静 (1966年)
赵静（1966年4月—），云南建水人，汉族，九三学社社员。中华人民共和国政治人物、第十三届全国人民代表大会福建省代表。2021年9月，任国家税务总局副局长。

## 生平
2018年，赵静被选为福建省出席第十三届全国人民代表大会代表。